# Campionati europei di canottaggio 2009
I Campionati europei di canottaggio 2009 si sono svolti a Brėst (Bielorussia) dal 18 al 22 settembre 2009.

## Medagliere
| Posizione | Paese       |    |    |    | Totale |
| --------- | ----------- | -- | -- | -- | ------ |
| 1         | Grecia      | 4  | 1  | 0  | 5      |
| 2         | Ucraina     | 2  | 1  | 1  | 4      |
| 3         | Romania     | 2  | 0  | 1  | 4      |
| 4         | Italia      | 1  | 2  | 0  | 3      |
| 4         | Bielorussia | 1  | 2  | 0  | 3      |
| 6         | Polonia     | 1  | 1  | 2  | 4      |
| 7         | Francia     | 1  | 0  | 3  | 4      |
| 8         | Lituania    | 1  | 0  | 0  | 1      |
| 8         | Estonia     | 1  | 0  | 0  | 1      |
| 10        | Rep. Ceca   | 0  | 3  | 0  | 3      |
| 11        | Serbia      | 0  | 1  | 2  | 3      |
| 12        | Russia      | 0  | 1  | 1  | 2      |
| 13        | Svizzera    | 0  | 1  | 0  | 1      |
| 13        | Germania    | 0  | 1  | 0  | 1      |
| 15        | Croazia     | 0  | 0  | 2  | 2      |
| 16        | Spagna      | 0  | 0  | 1  | 1      |
| 16        | Austria     | 0  | 0  | 1  | 1      |
| Totale    | Totale      | 14 | 14 | 14 | 42     |